# Complejo Estrogénico Selectivo Tisular
Un Complejo Estrogénico Selectivo Tisular (TSEC con siglas en inglés) es una combinación de un estrógeno, como el estradiol, y un modulador selectivo de receptores estrogénicos, (como el raloxifeno, tamoxifeno o bazedoxifeno). Sirve como terapia hormonal sustitutiva.
Está indicado en mujeres menopáusicas sintomáticas, que no desean mantener la menstruación y no toleran gestágenos.
Se cree que tiene un patrón tisular diferente de efectos estrogénicos y antiestrogénicos que el del estrógeno o el SERM solos.